# Georg Spohr
Georg Spohr, född den 24 januari 1951 i Magdeburg i Tyskland, är en östtysk roddare.
Han tog OS-guld i tvåa med styrman i samband med de olympiska roddtävlingarna 1980 i Moskva.